# Ronnie Rüeger
Ronald «Ronnie» Rüeger (* 26. Februar 1973 in Bülach) ist ein ehemaliger schweizerisch-britischer Eishockeytorhüter, der in der National League A für die Kloten Flyers, den HC Ambrì-Piotta, den EV Zug und den HC Lugano auf dem Eis stand  und dabei mehr als 1000 Spiele spielte.

## Karriere

### Vereine
Rüeger begann seine Karriere beim EHC Kloten, für dessen Profimannschaft er von 1990 bis 1992 in der Nationalliga A aktiv war. Danach wechselte er zum HC Davos in die Nationalliga B, mit dem er 1993 auf Anhieb den Aufstieg in die NLA erreichte. Anschliessend kam er zurück ins Unterland nach Bülach, ging danach zum HC Ambrì-Piotta aus der NLA, ehe er eineinhalb Jahre lang beim SC Herisau und dem Lausanne HC in der NLB spielte. Im Laufe der Saison 1996/97 wechselte er zum EV Zug in die NLA. Mit dem EVZ wurde er in der Saison 1997/98 erstmals in seiner Laufbahn Schweizer Meister. Im gleichen Jahr nahm er mit Zug auf europäischer Ebene an der European Hockey League teil und wurde zum besten Torhüter des Turniers gewählt. Die Saison 2000/01 beendete er beim AIK Solna in der schwedischen Elitserien. Zur Saison 2001/02 kehrte er nach Zug zurück, wechselte im Laufe der Spielzeit jedoch zu dessen Ligarivalen HC Lugano, mit dem er 2003 und 2006 erneut Schweizer Meister wurde.

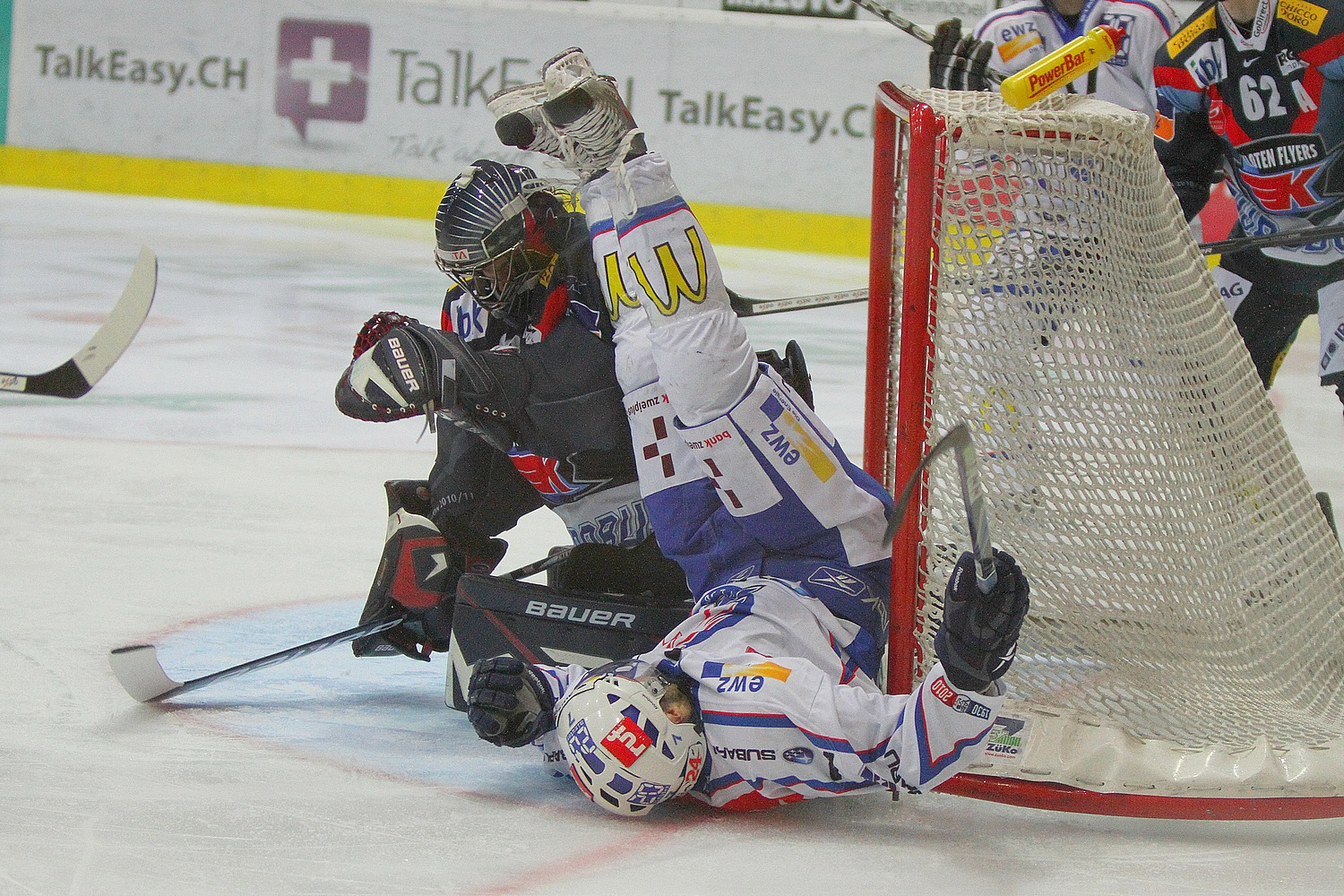
Ronnie Rüeger (li.) und Thibaut Monnet, März 2011

Zur Saison 2006/07 stiess er zu seinem Ex-Klub Kloten Flyers, mit denen er den Playoff-Halbfinal erreichte und erst am späteren Meister aus Davos scheiterte. Zudem wurde er mit seiner Mannschaft in den Spielzeiten Saison 2008/09 und 2010/11 Vizemeister. Besonders 2009 konnte er dabei überzeugen und wurde zum Torhüter des Jahres der NLA gewählt sowie in deren All-Star Team.
Am 18. Januar 2013 wurde bekannt, dass der damals knapp 40-jährige seine Karriere per Ende Saison 2012/13 beendet.
Mit 1000 Spielen (davon 304 als Ersatztorhüter) ist Rüeger nach Gil Montandon und Martin Steinegger erst der dritte NLA-Spieler, der diese Marke knackte. Bei Torhütern werden dabei auch die Spiele gezählt, bei welchen sie nur Ersatztorhüter waren.

### Nationalmannschaften
Für die Schweiz nahm Rüeger im Juniorenbereich an der U18-Junioren-Europameisterschaft 1990 sowie der U18-Junioren-B-Europameisterschaft 1991 und der U20-Junioren-B-Weltmeisterschaft 1993 teil. Im Seniorenbereich stand er im Aufgebot seines Landes bei den Weltmeisterschaften 2008 und 2009 sowie bei den Olympischen Winterspielen 2010 in Vancouver. Bei der WM 2008 und Olympia 2010 blieb er als Ersatztorhüter ohne Einsatz.

## Erfolge und Auszeichnungen
| - 1993 Aufstieg in die NLA mit dem HC Davos - 1998 Schweizer Meister mit dem EV Zug - 1998 Beste Fangquote der European Hockey League - 2003 Schweizer Meister mit dem HC Lugano - 2006 Schweizer Meister mit dem HC Lugano | - 2009 Schweizer Vizemeister mit den Kloten Flyers - 2009 NLA All-Star Team - 2009 NLA Torhüter des Jahres - 2011 Schweizer Vizemeister mit den Kloten Flyers |